# Backaryd
Backaryd is een plaats in de gemeente Ronneby in het landschap Blekinge en de provincie Blekinge län in Zweden. De plaats heeft 399 inwoners (2005) en een oppervlakte van 67 hectare.

## Verkeer en vervoer
Bij de plaats loopt de Riksväg 27.